# San Diego, Cesar
San Diego là một khu tự quản thuộc tỉnh Cesar, Colombia. Thủ phủ của khu tự quản San Diego đóng tại San Diego Khu tự quản San Diego có diện tích 687 ki lô mét vuông. Đến thời điểm ngày 28 tháng 5 năm 2005, khu tự quản San Diego có dân số 12889 người.